# Frances Newton
Frances Elaine Newton (12 de abril de 1965 - 14 de septiembre de 2005) fue ejecutada por inyección letal en el estado estadounidense de Texas por el asesinato de su esposo Adrian de 23 años, su hijo Alton de 7, y su hija Farrah de 21 meses el 7 de abril de 1987. Su ejecución tuvo mucha atención sobre todo internacional, ya que Newton fue la primera mujer negra que fue ejecutada en Texas desde el 5 de marzo de 1858, fecha en la cual una esclava llamada Lucy fue ahorcada por asesinato, y además, porque existían dudas sobre su culpabilidad.

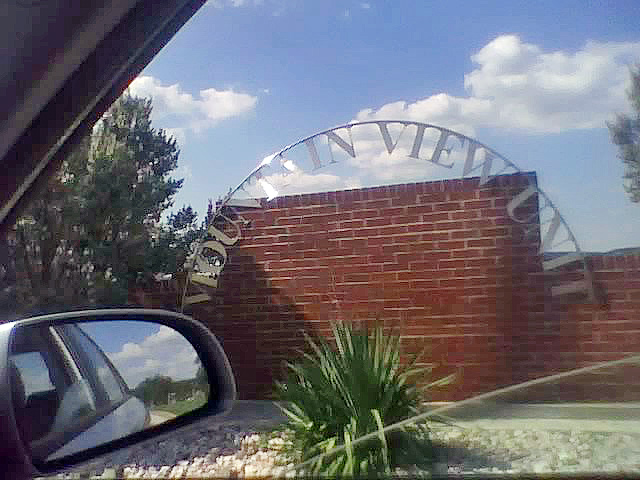
La Unidad Mountain View, donde Newton estuvo encarcelada, tiene el corredor de la muerte estatal para mujeres de Texas

## Asesinatos y pruebas
Las tres víctimas fueron asesinadas con una pistola calibre 25 perteneciente a su amante. Newton afirmó que un distribuidor de drogas había asesinado a los tres. La policía de Houston presentó pruebas de que el esposo de Newton era un traficante de drogas y tenía deudas con su proveedor. Newton mantuvo su inocencia desde su primer interrogatorio en 1987 hasta su ejecución en 2005. Sin embargo, tres semanas antes de los asesinatos, Newton había comprado seguros de vida para su marido, sus hijos, y ella misma. por un valor de $ 50 000. Ella se nombró como beneficiaria de las pólizas de su marido y las de sus hijos. Newton dijo que ella falsificó la firma de su marido para evitar que el descubriera que el dinero había sido destinado al pago de las primas. A Newton también se le encontró que había colocado en una bolsa de papel el arma homicida en la casa de un familiar poco después de los asesinatos. La fiscalía citó estos hechos como base para los asesinatos.

## En el corredor de la muerte
Frances Newton pasó 17 años condenada a muerte en la prisión de Huntsville en Texas. Dos horas antes de la primera ejecución prevista el 1 de diciembre de 2004, el gobernador de Texas Rick Perry concedió una aplazamiento de 120 días para dar más tiempo para probar la evidencia forense en el caso. También se recibieron informes contradictorios sobre si una segunda arma fue recuperada de la escena; los informes de balística parecían demostrar que un arma recuperada por la policía y supuestamente vinculada a Newton después del crimen fue el arma homicida. Un pariente de Newton que fue encarcelado poco después de los asesinatos y un compañero de celda de este afirmó que este se jactaba del crimen cometido. Numerosas personas, entre ellas tres miembros del jurado del juicio condenatorio expresaron su preocupación por pruebas que no se presentaron durante el juicio. En octubre de 1988 
El 24 de agosto de 2005, la Corte de Apelaciones de Texas rechazó una propuesta de suspensión de la ejecución. Se rechazó otra apelación el 9 de septiembre de un habeas corpus. Fue su cuarta solicitud.
A nivel mundial, la gente sentaba su voz de protesta por la salvación de Frances Newton. Incluso ella no dejaba de repetir que ella no mató a su esposo e hijos.
La Junta de Indultos y Libertad Condicional votó 7-0 el 12 de septiembre la junta no recomienda que la sentencia sea conmutada por la de cadena perpetua, a pesar de la evidencia que generaba dudas sobre su culpabilidad y una carta de los padres de su marido pidiéndole a la corte que su vida se salvara. El mismo día, la Corte de Apelaciones del Quinto Circuito rechazó una apelación de su condena. Su nuevo abogado David Dow, también pidió al gobernador Perry por una estancia de 30 días para probar que Newton estaba vinculada equivocadamente con el arma del crimen. La Corte Suprema de los Estados Unidos se negó sin disentimiento dos apelaciones el 13 de septiembre.

## Ejecución

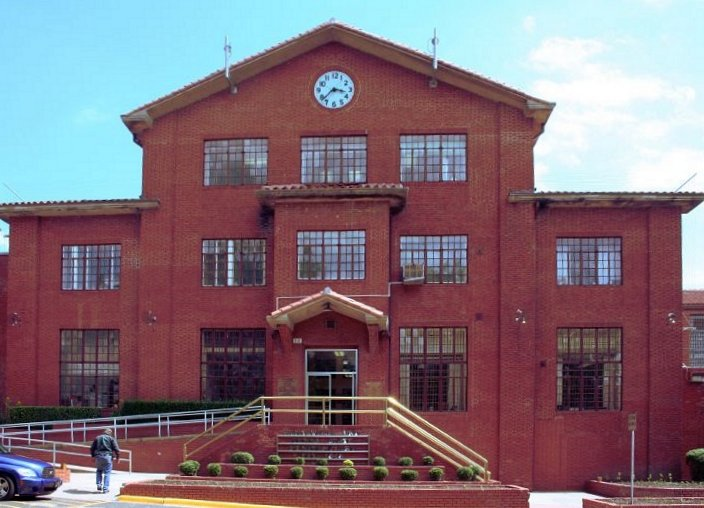
La Unidad de Huntsville tiene la cámara de ejecución del estado de Texas

La ejecución se llevó a cabo como estaba previsto el 14 de septiembre de 2005 por inyección letal. Newton luchó y golpeó, noqueando a una de las enfermeras. Frances Newton fue la tercera mujer en ser ejecutada en Texas desde la reanudación de la pena capital en el estado en 1982. Siendo la primera Karla Faye Tucker y la segunda Betty Lou Beets, Al igual que Beets, Newton no hizo ninguna declaración final y rechazó tener su última comida. Más de 30 manifestantes del Movimiento de la abolición de la pena de muerte en Texas, el Frente Nacional Unido Negro, y el Nuevo Partido Pantera Negra se reunieron en las afueras de la prisión. Además, unas 75 personas protestaron por la ejecución en las afueras de la mansión del gobernador en Austin. De acuerdo con los resultados de una solicitud de información presentada por Ley de la Red Moratoria de Texas a la oficina del gobernador Rick Perry, 12.201 personas estuvieron en contacto con el gobernador para pedirle que detenga la ejecución de Newton y 10 personas estuvieron en contacto con él en apoyo de su ejecución. 
Durante la investigación de Frances Newton, el laboratorio de criminalística forense del Departamento de Policía de Houston también experimentó intensas críticas por el manejo de la evidencia. Un exfuncionario del Departamento de Justicia de los Estados Unidos, dijo que los funcionarios del Departamento de Policía de Houston y la ciudad "no presentaron al laboratorio criminalístico los recursos necesarios para cumplir con las demandas de la defensa" durante al menos 15 años antes de la exposición de los problemas en su división de ADN.